# 2888 Годжсон
2888 Годжсон (2888 Hodgson) — астероїд головного поясу, відкритий 13 жовтня 1982 року.
Тіссеранів параметр щодо Юпітера — 3,599.